# Wedge International Tower
Wedge International Tower – wieżowiec w Houston w Stanach Zjednoczonych. Ma 168 metrów wysokości i 43 piętra. Zaprojektowany został przez 3D/International  i M. Nasr & Partners. Jego budowa została ukończona w 1983 roku. Wykorzystuje się go jako biurowiec. Na ostatnim piętrze znajduje się restauracja 43rd Restaurant & Lounge. W nocy budynek ten wyraźnie zarysowuje się na horyzoncie poprzez bijącą od niego zielona łunę. Zielone światełka na wieżowcu były inspiracją z innego wieżowca, znajdującego się w Dallas, Bank of America Plaza. Zostały założone w listopadzie 1995 roku.